# 夜 (フルート協奏曲)
フルート協奏曲 ト短調 RV 439, 作品10-2 は、アントニオ・ヴィヴァルディが作曲したフルート協奏曲。『夜』（La notte）という標題で知られる。

## 楽曲解説
この作品は、1729年に出版された『6つのフルート協奏曲集 作品10』の第2曲であり、原曲は『室内協奏曲 ト短調 RV 104』である。
なお、ヴィヴァルディが作曲した協奏曲の中で、他に『夜』という標題が付けられているものに『ファゴット協奏曲 変ロ長調 RV 501』がある。

## 編成
独奏フルート、第1・2ヴァイオリン、ヴィオラ、通奏低音（チェロ・コントラバス・チェンバロ）.
作品10の協奏曲は、いずれもフルート（フラウト・トラヴェルソ）のために作曲されたものであるが、現代ではフルートの代わりにリコーダーを使用する場合もある（YouTubeで視聴できる）。

## 構成
全6楽章。『夜』という標題の通り、一部の楽章に「幽霊」（Fantasmi）、「眠り」（Il Sonno）という副題もついている。
- 第1楽章 ラルゴ
ト短調、4分の3拍子。
終始フラット1つの調号で書かれているが、E音の臨時記号によりト短調となる。4～5小節にも及ぶフルートのトリルが、当時のイタリアの夜の情景を描き出している。

- 第2楽章 幽霊：プレスト
ト短調、4分の4拍子。
「幽霊」（Fantasmi）という副題がついている。高音部と低音部のカノン風の進行である。フルートは16分音符と32分音符、細かな3連符と終止せずそのまま第3楽章へと続く。

- 第3楽章 ラルゴ
ヘ長調、4分の3拍子。
通奏低音は休みである。緩徐楽章であるので単に楽譜通りに演奏すると味気ないものとなってしまう。

- 第4楽章 プレスト
ト短調、4分の3拍子。
フルートとヴァイオリンが分散させた和音にのせて音楽を進行させていく。ヴィオラ、チェロ、コントラバスには移弦の技術を要するが、ここで特筆するほどではない。

- 第5楽章 眠り：ラルゴ
ハ短調、4分の4拍子。
「眠り」（Il Sonno）という副題がついている。「チェンバロは休止で、弦楽合奏は、弱音器をつける」との指定がある。和声の持続音だけで音楽が進行する。

- 第6楽章 アレグロ
ト短調、4分の4拍子。
カノン風の進行。14小節後からフルートのソロが始まる。その後トゥッティとなった後フルート、第1ヴァイオリン、チェロのソロとなるがヴァイオリンにはヴァイオリン協奏曲とも思えるような移弦の技術を要する箇所が存在する。

## その他
2008年に放送された資生堂の『マキアージュ』のテレビコマーシャルにて、第6楽章の一部がBGMとして使用されていた。